# Taiyo Yuden
Taiyo Yuden Co., Ltd. (太阳 诱 电 株式会社, Taiyo Yuden Kabushiki gaisha) é uma empresa japonesa fabricante de materias e produtos eletrônicos, situada em Ueno, Taito, Tóquio, sendo pioneira na tecnologia de CD gravável (CD-R), juntamente com a Sony e Philips em 1988. A empresa foi fundada a mais de 60 anos, por Hikohachi Sato em 23 de março de 1950, em Suginami, Tóquio. Taiyo Yuden atualmente opera fábricas no Japão, Singapura, Coreia, China, Filipinas, Taiwan, Malásia e Tailândia. A empresa emprega mais de dez mil pessoas no mundo e relatórios de vendas anuais de mais de US$ 1 bilhão.

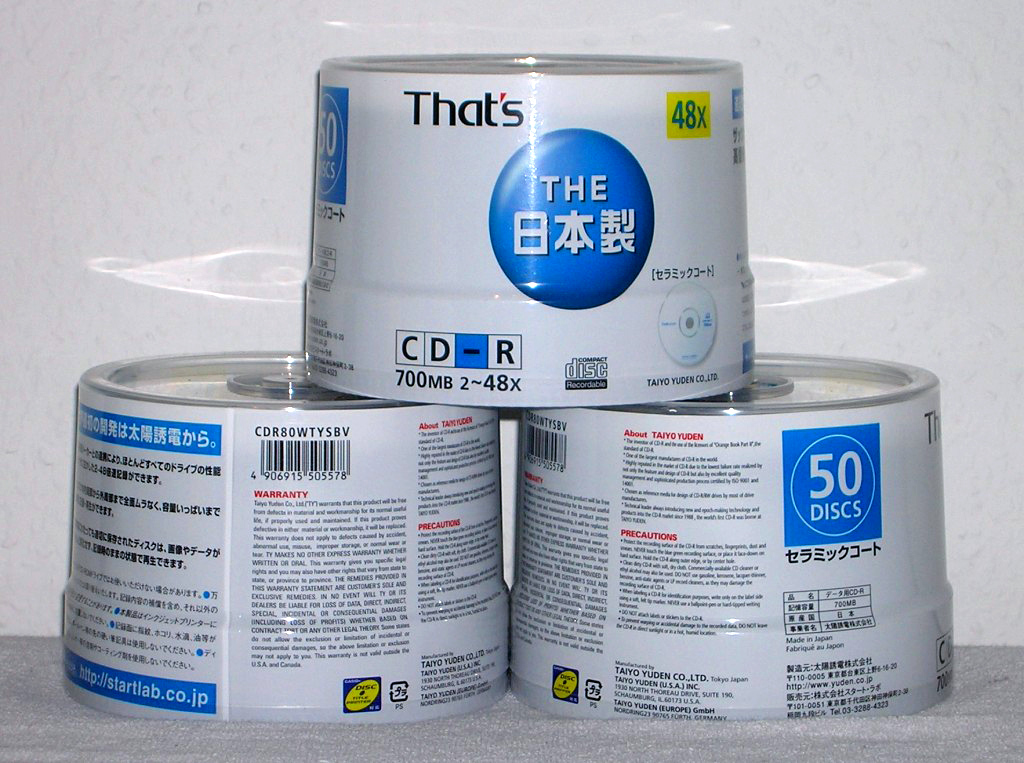
That's marca de CD-R fabricada pela Taiyo Yuden